# Delingsdorf
Delingsdorf er en by og kommune i det nordlige Tyskland, beliggende i Amt Bargteheide-Land under Kreis Stormarn i den sydøstlige del af delstaten Slesvig-Holsten.

## Geografi
Kommunen ligger mellem byerne Ahrensburg og Bargteheide omkring 22 kilometer nordøst for Hamborg.